# The Soft Machine
The Soft Machine, vid senare utgåvor även kallad Volume 1, är den brittiska musikgruppen Soft Machines självbetitlade debutalbum. Albumet utgavs 1968 främst för den amerikanska marknaden på skivbolaget Probe Records. Några utgåvor för den europeiska marknaden gavs också ut, men någon brittisk utgåva gavs inte ut. Gruppen var vid tidpunkten en trio bestående av Kevin Ayers, Mike Ratledge och Robert Wyatt. Ayers hoppade dock av efter detta album för att inleda en solokarriär. Han döpte sitt första album Joy of a Toy efter en av denna skivas låtar.
Skivans musik består i en blandning av psykedelisk musik och jazzrock. Albumet var deras enda som nådde listplacering i USA där det nådde plats 160 på Billboard 200-listan.

## Låtlista
(upphovsman inom parentes)
1. "Hope for Happiness" (Kevin Ayers, Mike Ratledge, Brian Hopper) - 4:21
2. "Joy of a Toy"	(Ayers, Ratledge) - 2:49
3. "Hope for Happiness (Reprise)"	(Ayers, Ratledge, B. Hopper) - 1:38
4. "Why Am I So Short?" (Ratledge, Ayers, Hugh Hopper) - 1:39
5. "So Boot If At All" (Ayers, Ratledge, Robert Wyatt) - 7:25
6. "A Certain Kind" (H. Hopper) - 4:11
7. "Save Yourself" (Wyatt) - 2:26
8. "Priscilla" (Ayers, Ratledge, Wyatt) - 1:03
9. "Lullabye Letter" (Ayers) 4:32
10. "We Did It Again" (Ayers) - 3:46
11. "Plus Belle qu'une Poubelle" (Ayers) - 1:03
12. "Why Are We Sleeping?"	(Ayers, Ratledge, Wyatt) - 5:30
13. "Box 25/4 Lid"	(Ratledge, H. Hopper) - 0:49